# トラウマ量子結晶
『トラウマ量子結晶』（トラウマクオンタム）は、青木ハヤトによる日本の漫画作品。

## 概要
『月刊少年エース』（角川書店）16周年記念作品の第一弾として2010年12月号より開始の作者初のオリジナル連載作品。（前連載作品はマクロスFのコミカライズ）単行本によるとジャンルは、「放課後ハイテンションギャグアクション」。基本的に学園コメディでありつつ、SFバトルを織り交ぜつつストーリーを進行する。作中には有名漫画やアニメ、さらには作者の趣味でロボットアニメや特撮作品のパロディ、オマージュが多く、またネットスラングも多用される。

## 登場人物

### 時間の護り手（オラクルガーディアン）
久音にオラクルを授けられ、コーアクジャルと戦うオラクル使い達。オラクルは懐中時計のような見た目。チーム名は春人が勝手に名乗っているもので、他のメンバーは「ダサい」といって否定している。時間を持て余している人間だけが止まった時を移動でき、ネガティブオラクルを扱うことができる。そのため、時間を無駄に使えば使うほどパワーアップするという嫌な特性を持つ。さらに、メンバーは揃って期待されると弱体化するという逆ヒーロー体質である。オラクル発動時は身体能力も強化される模様。割と一般生活で使用するのにも躊躇しない。表向きはワンダーフォーゲル部。
時任春人（ときとう はると）
本作の主人公。高校1年生。
止まっている時間のなかでも動けることを久音にスカウトされ、ネガティブオラクル使いになる。
中学生の頃にSF小説『銀河英雄伝説』にハマり中二病になり、「男を『卿』、女を『お嬢さん（フロイライン）』と呼ぶキモいヤツ」として有名になり、以来高校に入ってからもそのまま孤独で鬱屈とした生活を送っていたためネガティブオラクル使いの条件を満たす。
今なお中二病が尾を引いているため変に気取った発言をしたり、カッコいい名前を付けようとして顰蹙を買うこともままあるが、今まで憧れていた世界ゆえに、非日常的な事態や敵との戦闘への適応力が高い。高レベルコーアクジャル相手に一歩も引かない戦いをしたり、ちょっとした発言から相手の能力を予測したりする等、機転も利く。キャラがかぶっている生徒会長には辛辣。
一方で普通の学園生活っぽいことにも憧れはあるようであり、いわゆるリア充にあからさまに嫉妬したり、イベントに1人で張り切って空回りしたりすることもある。なお、リコに着せられたおしゃれ服の名称は「童貞座の聖衣（ワロス）」。
吐きグセがあり、久音や火縄の辛辣な言葉やプレッシャーで嘔吐するのは定番になっている。また、自動車やスプラッタも苦手。
勉強はできるようで、進学クラスの中でも特に成績優秀者が集まる7組に所属するが、オラクルを持つようになってから成績は下がる一方で教師に呼び出されるまでになり久遠曰く「もうただのバカ」。
真面目そうな顔をしてスケベであり、止まった時間の中で女子の下着を覗こうとしたり、久遠の部屋に忍び込んだ時は体が勝手に部屋で寝そべったりするなど、本能が理性を振り切ることがよくある。
オラクルは「穿つ光の戦槌（メテオライトフォール）」。発動すると柄が出現し、力を込めると空中で楔が付いたハンマーが生成される。そのハンマーを操って攻撃する。
ハンマーの大きさは込める力によって左右する。当初は最大でしか生成できなかったが、戦いの内で加減を覚えていった。
生成したハンマーを柄に接続して戦うことも可能。この場合、同じ大きさでもただ撃ち出すよりパワーが上がる。
威力が高いが、発動までのタメや命中精度などの難がある上、春人本人の体術が未熟なため1対1には向かないことを生徒会長に指摘されていた。
地球に接近する隕石を破壊する際、テンションが上がって久遠に告白するも全国生中継の中で振られた。
かつて、事故で一家全員死亡したのだが、久遠のデオキシニアの力で防がれたという過去を持つ（当人にその記憶は一切ない）。
穿つ二重戦槌（デュアルライトフォール）
初撃で楔を打ち込み、二打目で敵を粉砕する技。
天を覆う光の槌（サテライトフォール）
量産したハンマーで敵を囲み、連続攻撃する技。
導く魂の戦槌（ワルキューレファーレーン）
秋葉原で出会ったキモオタ殿に伝授してもらった大技（オマケ漫画で修行時間がそうとう無駄だったと推察されている）。メテオライトフォールにコーアクジャルを取り込み発進させる。この技を使っている間は船の艦長のような姿になる。この際、「征くぞ…星海を超えて」や「全船――――発射」などの船をイメージさせる言動をとる。

逆崎久音（さかざき くおん）
本作のヒロイン。ネガティブオラクル使い達にオラクルを授け、コーアクジャルと戦う少女。高校1年生。貧乳。春人のことを知っていたような点が所々で見られるが、詳細は不明。
非常に毒舌で傍若無人。メンバーの悪ノリにツッコミや制裁（跳び蹴りが多い）を入れたり、暴言で心を折ったりすることが多い。一方で打たれ弱いようなところがあり、相手があまりにも強気だと泣いて謝ったり、親代わりの真水には頭が上がらなかったりする。
コーアクジャルとの戦いではメンバーを導くような立場にある。
猫が好きだったり、フリフリの服を多く所有するなど、女の子らしい一面もある。制服もフリルを足したり袖を広げたりとガーリィな改造が施してある。
日々のメンバーのダメ人間っぷりには辟易しているらしく、帰宅するとすぐさま猫のかわいらしい動画を観てなごんだり、2ちゃんねるでいわゆる「自治廚」的な活動をしてストレスを発散している。2ちゃんねらーであることは隠している（男性陣にはバレている）。
生徒会長にオラクルを渡した少女（テリア）と知り合いであるなど、物語の狂言回しであることがうかがえる。
オラクルは「時間は全てを飲み込む（デオキシニア）」。発動すると巨大な柱時計が出現、時計の力で時間を任意の時間戻すことができる。少なくとも7、8回発動可能な上に時間単位で巻き戻せる（春人のセリフから、半日から1日程度戻せる可能性もある）。
仲間の負傷を回避したり、オラクル使いのみ、この能力で時間が戻されても戻った時間を忘れないため、戦闘の展開を先読みし先手を取るために使用される。かなりチートな能力と言えるが、敵オラクル使いには先読みが無意味なうえにデオキシニア自体に戦闘能力や身体強化能力はないようなので、戦闘能力は皆無。さらに、ダメージを受けた状態で勝利すると、時間を戻すわけにはいかないので回復できない。
実は、春人の幼馴染。春人の一家が事故で死亡してしまった際、通りかかった真水からオラクルを受け取りデオキシニアを使って事故を未然に防いだ。ただし、ネガティブオラクルの代償として「過去」を全て失ってしまい、天涯孤独の身となる（受け取る時点で警告されたが、それでも春人を救うことを選択した）。このため、春人は久遠のことを覚えていない。最終盤で盛大に振ったものの、春人に好意を抱いてはいる模様。
姫岸リコ（ひめぎし リコ）
ネガティブオラクル使い。高校2年生でカズとクラスメイト。
非常に長身（男子を含めメンバーの誰よりも背が高い描写がある）で巨乳。ポニーテールで右のもみあげのあたりを三つ編みにしている。
「赤心姫岸流」という代々続く武術一家に生まれ、次期当主として厳しく育てられたが、15歳の時に弟が生まれ、後継の荷を降ろされた。
以来反動で少女漫画やテレビに一気にのめり込み「少女漫画的な恋」に憧れるようになり、「守ってもらう」的なシュチュエーションに弱く、惚れっぽい性格となってしまった。が、ほとんどその設定が生かされることはなかった。
旧家の育ちのせいか普段は大和撫子風で物腰も丁寧。下級生の春人や久音にさえ敬語を使っている。
男よりも男らしい生活をしていたせいか女の子らしいものに触れると拒絶反応が起こり血が噴き出す特殊体質だったが、後に久音と真水の訓練（と悪ノリ）で今度は、女の子らしいものに触れるとギャル化する謎の体質になる。久音に「キャラがブレまくりだ」とツッコまれたことも。なお、女の子らしい生活から遠かったため、センスが皆無。これはギャル化しても同様で、聖衣（ワロス）をおしゃれ服と称するほど。
オラクルは巨大な槍と盾。名前は最後までわからなかった。槍のみで戦うこともある。槍の大きさはある程度自由に変えられる模様。身体能力の強化度はカズより上なのか、久遠を担いで移動したりしている。
闘槍連撃（ツープラトンブレイク）
カズとのコンビ技。カズが吹っ飛ばした敵をリコが迎え撃つ。

馬場和也（ばば かずや）
ネガティブオラクル使い。2年生。仲間からは「カズ」と呼ばれる。
いつもバンダナをしているサメのようにギザギザした歯が特徴的な男。
「7×4ってなんだっけ？」と発言するなど想像を絶するバカ。テンションが高くノリと勢いだけの言動をすることもしばしば。
リコのアプローチに全く気づかなかったりデート（本人は気づいていなかったが）で餃子屋に行くなど恋愛ごとには非常識なところがある。
しかしモテたいという願望は春人と同等に強い。
メンバー内ではいじられキャラ。全く関係のない時もツッコミ（という名の暴行）を受けている。なぜか尻に被害が集中する。
オラクルは「戦則闘技（アトランダムアーツ）」。篭手や具足で強化する。篭手と具足どちらか一方しか出現させることができないが、オラクルを2つ使えば同時に使える。後に「戦則闘技・改（アトランダムアーツ・かい）」にパワーアップする。
メンバー内で一番素早く身軽で接近戦に向き、同じく接近戦タイプのリコとコンビで戦うことが多い。
月代火縄（つきしろ ひなわ）
ネガティブオラクル使い。高校3年生。猫目で小柄な体格。
物腰は柔らかいが「好きなことは銃と他人をいたぶる事」と自己紹介するほどのドS。
春人、カズと共に「3バカ」に数えられ、春人やカズをからかったり悪ノリを助長させることが多い。助長させた悪乗りに自分も乗っかることもある。なお、「時間の無駄遣いでパワーアップする」というネガティブオラクルの性質は彼の思いつきが発端で発覚した。
生まれつき体が弱く、オラクルを手に入れるまでは入退院を繰り返していた。そのため彼のみ「時間をもてあましている」というより「有効に時間を使えなかった」という方が近い。なお、戦闘可能な状態になると、顔等についている絆創膏が全て剥がれている。オラクルの効果で学校に通えるようになった今では、普通に友達もいる。
メンバー内では最強。カズとリコのコンビで手も足も出なかったコーアクジャルを一方的に追い詰め、無傷で勝利するほどの実力者。
しかし戦闘で力を使いすぎると一週間立つこともできなくなるなど、リスクが大きいため自ら戦う機会は少ない。
オラクルは「創造する銃弾の天衣（バスターコート）」。無数の銃火器を創りだす能力。創った銃は装着したコートの至る所に装備される。羽飾りのようなものは、主武装である二丁拳銃の予備カートリッジ。
次元貫通式精密射撃モード（セラフィムバレットモード）
遠距離狙撃用の形態。威力も絶大で、高レベルのコーアクジャルを一撃で消滅させた。「遠隔操作モード」があり清原灯矢の「対満世界」に取り込まれた時、離れた場所から操作して待機フィールドを壊した。

日笠真水（ひがさ まみず）
ネガティブオラクル使い。メンバーが通う高校の養護教諭。常に眼鏡と、胸元を開けたシャツの上に白衣を着ている。
自他ともに認めるカップリング廚（主に二次創作において自分のすきなカップリングの共感を得ようと主張する人のこと）。春人と久音がいいカップルになれると勝手に確信し、2人をくっつけようと画策している。♂×♂、♀×♀となんでもイケるらしい。
校内では半ば日常的にカップルがイチャイチャしているところを鑑賞し、遭遇したカップルは3日以内に破局するという「妖怪カップルのぞき」として噂になっている。
メンバーの最古参であると同時に久音の保護者。8年前に彼女を預かってから同居している（オラクルも同時期に手にした）。久音のことは「クーちゃん」とよんでいる。
あまりの変態ぶりと先輩という強みからか、メンバー内で最も立場が強い。
オラクルは「三角形の星々（アスタリズム）」。無数の三角形の物体からあらゆるものを作る。
戦闘能力は少ないが作れるものの種類や規模は広く、モニターや部屋一面を覆う空間、果ては生物（巨大なゴキブリ）までも作りだしてしまう。
普段から校舎と「三角形の星々」は同化しており、戦いで壊れたら修復する役目を負っている。
校外で戦闘を行った後も、迅速に対応し騒動を最低限に食い止めている、陰の功労者。
実は四次元空間からの来訪者。「三次元に行きてぇ」というオタクの如き理由でやってきた。その際、春人の事故現場で泣き崩れる久遠にオラクルを渡した。
田中健次（たなか けんじ） / 生徒会長
春人たちが通う学校の生徒会長。普段は文武両道、公明正大の立派な人物として校内でも有名だが、正体はコーアクジャルを率いる敵。
正体を明かしたのに無視された寂しさから、構ってほしくて襲って来たり、春人に匹敵する中二病的なセンスの持ち主。髪型から春人にしいたけ呼ばわりされた。
止まった時間の中で戦う久遠たちに憧れるが、テリアに渡されたポジティブオラクルの力で、「仲間にしてくれと久遠に頼んだはいいが、『リア充は嫌い』と切り返される未来」を見たことで、ほぼ逆恨みでコーアクジャルに加担する。
敗北後は「時間の護り手」の仲間になろうとするが「ダメさがたりないと」断られ続け、火縄の提案で春人とダメさを競い合うことになる。しかし、ダメ人間と化したことでポジティブオラクルを使えなくなり、テリアに見放されオラクルを奪われる。
大地との戦いの際に追い詰められた久遠から最後の手段としてネガティブオラクルを渡され大地撃破に貢献したことでようやく仲間と認められた。
ポジティブオラクルは「エリゴールの大鎌」。「未来動作」という、あらゆる攻撃を予想しすべて自動で避ける能力を持つ切れ味鋭い大鎌。
生徒会長はこの能力を「1対1では無敵」と評する。ただし、事故や自然現象など「攻撃」ではないものには反応せず、対応できない。
この能力を隠して戦っていたが、名前のせいで春人にはバレバレであった（そもそも春人に対して未来予知をして見せたこともあり、春人には大体の想像がついていた）。
ネガティブオラクルは「シェムハザードの大鎌」。過去を見る能力を持つ知れ味鋭い大鎌。未来動作がなくなったので戦闘能力自体は下がったが、相手の過去を暴いて動揺させるなどえげつなくなっている。しかしそのオラクルを使ったのはたった2回で、その内一回は出オチとなる。
生徒会長にもかかわらず「時間の護り手」の誰にも名前を知られておらず、また明らかになっても「名前が普通」との理由で「生徒会長」「キノコ」としか呼ばれなかったが、仲間になってからは名前で呼ばれている。

### 未来の歯車（コーアクジャル）
本作における敵。時間を喰う化け物。時間を喰われると周囲の時間が止まり、喰われた時間より多くの時間を持つ者以外は動けなくなる。止まった時間はコーアクジャルを倒すことでしか元に戻らない。時計を核として生み出され、この核を破壊しなければ死ぬことはない。強さによって「レベル」があり、これは体の時計が何時を指しているかによる。ある程度のレベルに達すると、人に化けるなど様々な能力を手にするようである。なお、高レベルコーアクジャルの名称はプログラミング言語に由来する。
テリア
コーアクジャルやポジティブオラクル使いを率いる謎の少女。語尾が伸びがち。
久音と知り合いらしいが、仲は激しく険悪。
固有能力は「針進めるは神の導手（アルドニア）」。触れたものの時間を進め風化させる。風化させられたものはデオキシニアでも戻せない。
その行動目的は、将来来ることが予見されている特殊な隕石を破壊すること。そのために風祢をレベル12にしようとしていた。久遠を敵視していたのは、似た境遇なのに成長している嫉妬によるもの。久遠らと和解後、クラスメイトとして転校してくる。
幼い外見なのは、アセンブラによってポジティブオラクルを渡されたことで代償として「未来」を奪われたため。アセンブラ撃退後、オラクルを手放せば成長は再開するだろうと言われている。
アセンブラ
春人が初めて戦った意思をもつコーアクジャル。レベルは6。
後頭部に口のような形でブースターがあり、猛スピードで移動できる。
春人の名乗りのせいで、オラクルガーディアンが正式なチーム名だと思い込んでおり、復活時にそれを口にしたためにカズとリコに瞬殺された。
実は裏からテリア達を糸を引いており、テリアと久遠たちが和解した途端、春人の目の前で本音を漏らしてしまう、それをその場に居た全員にバレてしまい、風祢に瀕死状態にされるが、隙を突き、風祢の時間（オラクル）を吸収し、高レベル状態になる。
ベーシック
自ら「紳士」であることを旨とし、その「紳士」ぶりを自画自賛するコーアクジャル。レベルは7。
春人を狙った生徒会長の指示で足止めのためにメンバーの前に現れる。
「お茶会」と称して目の前で毒を仕込み、挙句自らその毒を飲まされるなど、間の抜けた性格。
普段はダブルスーツにサングラスのクールな風貌だが、本来の姿は狼男のような外見。
レベルに恥じない驚異的な力で、カズ、リコを圧倒するも、バスターコート・セラフィムバレットモードで狙撃されて跡形もなく消滅。コアも無事か不明。
シープラ
人間の少女のような姿をしたコーアクジャル。ただしエルフ耳（そのため、春人のテンションが上がった）。時計がどこにあるか見えないため、レベルは不明。
「恋」に憧れているが自身の能力のせいで敵わず、「ある人」にオラクル使いを倒せば能力を消してもらう約束で生徒会長に従っていた。
固有能力は「IO（アイオー）ストリーム」。触れた物体（生物も含む）の時間を止める能力。シープラの意思ではなく自動で発動する。
止めた物体はシープラが解除するまで動きを止め、止まった物体を返し攻撃することもできる。
オラクルの効果で時間操作に耐性を持つオラクル使いでさえ2秒ほどなら動きを止められる。
ただし本人に大した力は無いのでコボルがいなければまともに戦うことができない。挙句、「シープラ菌」等という小学生レベルのネタでおちょくられた。
敗北後はテリアに見放され、真水の計らいで三角形の星々で作った服で能力を封じ「椎プラ子」と名乗り春人たちのクラスに転入する。
春人にコーアクジャルから助けられ好意を寄せるようになるが、火縄の悪ふざけで春人とカズが付き合っていると思っている。
コボル
フードを目深に被った巨体のコーアクジャル。シープラ同様、時計がどこにあるか見えないため、レベルは不明。
知能は弱いようで発言もなく、ただ生徒会長やシープラの指示で戦ってい
敗北後はテリアに見放され、真水の計らいで「椎コボル」と名乗り春人たちのクラスに転入するが、人間離れした姿なのでクラスメイトから敬遠されている。
実はコボル自体はロボットのようなものであり、中にはワンピース姿の女性が搭乗している。7巻のオマケ漫画にて初めて明かされる超裏設定。
風祢（かざね）/ウィンドウズ
中華風の服を着ている拳法家の少女。
一瞬で春人、カズ、リコ、火縄を吹っ飛ばすほどの力を持つ。
ポジティブオラクル使い達と同時に登場し行動を共にしていたので彼女もポジティブオラクル使いだと思われたが、実はレベル11のコーアクジャルでシープラのようにエルフ耳。ウィンドウズだから「風祢」らしいが、真水から「ウィンドウなら【窓】じゃね？」と言われる。
レベル12になってからはかなり饒舌になった。野心などは一切持っておらずレベル12になってもテリアを裏切ることはなかった。
後に力を吸い取られ幼女の姿になるも、次元三柱神との戦いで「覚醒」をし、少女の見た目ながらレベル12時の装具を身に纏う。
八卦天輪獄（はっけてんりんごく）
体を高速回転させ、大きな竜巻を起こす。その威力はオラクルメンバーを一瞬で傷だらけにするほど。
アセンブラ（高レベル状態）
レベル12になった風祢の力を吸い取り、人間の姿になる、なお、アセンブラの言動からまだ完全な状態では無いらしい。
右手は黒く、非常に強力で、左肩から翼のようなものが生える、そして顔の右半面はひび割れ、真ん中わけの髪形になる。髪型は時任曰く「ダッセェロン毛」「キモロン毛」らしい。
ディスティネーションネイル
黒い右手で相手を切り裂く技。技の速度は「人間の認識できないレベル」らしい。
ディスティネーションネイルで時任春人を72回殺すが（一回は5話）、久遠のデオキシニアで時間を巻き戻され、全部避けられている。
最後には5話で倒された原因になる、穿つ二重戦槌（デュアルライトフォール）で倒される。

#### オラクル使い
テリアにオラクルを授けられ、コーアクジャルに協力する者達。テリアのポジティブオラクルは久遠のネガティブオラクルとは逆にダメ人間には使えないため全員がリア充。使う条件が厳しい分ネガティブオラクルより強力な力を発揮するが、共闘には向かない能力が多い。
田中健次
#時間の護り手（オラクルガーディアン）を参照。
山田大地（やまだ だいち）
ポジティブオラクル使い。人当たりのいいさわやかな性格で正義を口にするが、具体性がなくかなり独善的。
オラクルは「自由正義（フリーダムジャスティス）」。発動すると巨大ロボット・ガイアレインが出現。
ガイアレインは大地の正義に反応して強力になり正義を信じる限り敵の攻撃は一切効かず致命傷級の攻撃を当てることができる。
コーアクジャルは平和の為に使う時間を集めているだけで戦う理由はないと「時間の護り手」に協力を求めるが理解を得られず、さらに後から来たテリア達と戦闘になったことに激昂して「時間の護り手」に襲い掛かる。
圧倒的な力で「時間の護り手」を追い詰めるが、田中のシェムハザードの大鎌で自作自演で猫を助けたり、虐めを解決するのを頃合いを見て放置していた過去を暴かれ弱体化。
「人に褒められたいだけのガキ」と切って捨てられ敗北する。
作中では語られないが地下帝国を救っており地下帝国の皇女にラブコールを送られたり鳥蛮族のヒミコにもラブコールを送られて、意外とモテている。
後に次元三柱神との戦いで「覚醒」し、ガイアレインは大きな見た目の変化を遂げた。強化内容は不明。
ガイアフルバースト
ガイアレインのあらゆる武装の隙間から一斉射撃する。春人たちのオラクルを一撃で貫くほどの威力があった。
マリン・ヘカテリーナ
ポジティブオラクル使い。京都弁のクリスチャン。
トークセンスは「時間の護り手」を虜にしてしまうほど。また「時間の護り手」にカレーをふるまうなど、面倒見のいい部分も見られる。
元々はシスターで祈りをささげたり、悪鬼羅刹を浄化したりしていた。いつしか「血の十字架」（クリムゾンクロス）と呼ばれるようになっていた。
シスターから色々あり、孤児院で働いていた、孤児院で働くまでの経由は不明。
孤児院運営のため奮闘していたところにテリアが現れ、テリアの未来視で資金を稼がせてもらい、その恩としてテリアの仲間になった。
オラクルは「神道圧（ゴッドプレッシャー）」。発動すると十字の光がオラクルを包み重力を操ることができる。重くするのは敵味方区別なくオラクルを発動している人間のみだが、軽くするのはオラクルを発動していない人間も対象にできる。
敗北後背骨が折れていながらなぜか拷問を実演させられるカズに同情してテリアの居場所を教える。
紅茶を淹れるのが得意なようでテリアのオラクルメンバーや春人に紅茶を振舞っている。
後に次元三柱神との戦いで「覚醒」をした。能力内容は謎だが肩に防具が付いた。
清原灯矢（きよはら　とうや）
ポジティブオラクル使い。病に苦しむ恋人・水無瀬光奈のために戦っている。
元々少し太っていて、よくいじめられていたが、そこに水無瀬がやってきて助ける。それがきっかけで日々努力し、そして告白し、OKを貰う。
水無瀬のことを「ミーちゃん」水無瀬は清原を「キヨ君」と呼び合うバカップル。
オラクルは「対満世界（タイマンセイカイ）」。強制的に一対一で戦う空間を創り出す能力を持つ剣。対戦者以外はオラクルの使えない待機スペースで待たされ、負けた相手はオラクルを奪われ負けスペースに飛ばされる。
春人、リコ、カズを倒すが、カズが持ち込んだ火縄のオラクルの遠隔操作で待機スペースを破壊され久遠のデオキシニアでオラクル発動前に時間を戻され敗北。
水無瀬の病気は「痔」ということが判明したが「痔ごと愛す!!」というぐらい彼女を愛している。
後に次元三柱神との戦いで「覚醒」した。刀身が2つになり大きな見た目の変化が加わっている、能力内容は不明。
白光十文字剣（びゃっこうじゅうもんじけん）
十字に切り裂く。
　白光牙連剣 （びゃっこうがれんけん）
　連続で切りつける、これでカズを瀕死に追いやった。

## 単行本
- 青木ハヤト 『トラウマ量子結晶』角川書店〈角川コミックス・エース〉、全7巻
  1. 第1巻 2011年4月26日発売 ISBN 978-4-04-715694-4
  2. 第2巻 2011年8月26日発売 ISBN 978-4-04-715763-7
  3. 第3巻 2012年2月25日発売 ISBN 978-4-04-120173-2
  4. 第4巻 2012年7月26日発売 ISBN 978-4-04-120328-6
  5. 第5巻 2012年12月26日発売 ISBN 978-4-04-120556-3[1]
  6. 第6巻 2013年5月25日発売 ISBN 978-4-04-120731-4
  7. 第7巻 2013年9月26日発売 ISBN 978-4-04-120825-0